# 設定資料集
設定資料集（せっていしりょうしゅう）は、一般にアニメ、漫画、ゲーム、ドラマなどの公開キャラ設定、美術設定などで選んだ公式設定画の図版を掲載させる書籍。「公式設定資料集、完全設定資料集、公式ガイドブック」とも呼ばれる。

## 主な設定資料集
- 『東方求聞史紀 〜 Perfect Memento in Strict Sense.』（東方Project） ISBN 978-4758010634
- 『東方求聞口授 〜 Symposium of Post-mysticism.』（東方Project） ISBN 978-4758012317